# Stazione di Barco
La stazione di Barco è una stazione ferroviaria della ferrovia Reggio Emilia-Ciano d'Enza. Serve il centro abitato di Barco, frazione del comune di Bibbiano, in provincia di Reggio Emilia.
È gestita da Ferrovie Emilia Romagna (FER).
Fino al 1955 era origine della linea per Montecchio.

## Storia
La stazione fu aperta 15 agosto 1909 dalla SAFRE, come parte della linea Reggio Emilia-Ciano d'Enza e della linea Barco-Montecchio e venne dismessa insieme alla linea nel 1955.

## Movimento
La stazione è servita dai treni regionali della relazione Reggio Emilia-Ciano, svolti da Trenitalia Tper nell'ambito del contratto di servizio stipulato con la regione Emilia-Romagna. Dal 2022, in seguito alla elettrificazione della ferrovia Reggio Emilia-Ciano d'Enza, è servita dai treni elettrici Stadler FLIRT e Pop di Trenitalia Tper.
A novembre 2019, la stazione risultava frequentata da un traffico giornaliero medio di circa 213 persone (121 saliti + 92 discesi).